# Symphonie no 1 de Denisov
La Symphonie no 1 est une œuvre orchestrale composée par Edison Denisov et achevée en décembre 1987. Commande de Daniel Barenboim, alors chef de l'Orchestre de Paris, elle lui est dédiée et est créée le 2 mars 1988 à Paris.
« La Symphonie est le résultat de la grande période d'activité créatrice de Denisov. Elle “absorbe” les traits majeurs du style du compositeur et ses principes de pensée. »

## Composition
Denisov avait déjà plusieurs fois abordé le genre symphonique : Symphonie en do (1953), Symphonie pour deux orchestres à cordes et percussions (1962) et Symphonie de chambre (1982). Il hésite cependant longtemps avant de composer une symphonie pour grand orchestre, considérant que les sommets du genre avaient été atteints par Tchaïkovski, Brahms et Mahler. C'est alors que Daniel Barenboim, chef de l'Orchestre de Paris, commande une œuvre de grande dimension pour célébrer le 20e anniversaire de son orchestre. La Symphonie est achevée en décembre 1987 et créée par les commanditaires le 2 mars 1988 à Paris, salle Pleyel ; Barenboim la dirige ensuite, à trois reprises, à Chicago en 1991.

## Analyse
La symphonie est en quatre mouvements, les trois derniers enchaînés, et dure environ 50 minutes :
1. Lento — Agitato
2. Tranquillo —
3. Agitato —
4. Adagio

S'il se départ de la forme cyclique et des éléments (bithématisme, exposition, développement, reprise) propres aux sonates et aux symphonies du XIXe siècle, Denisov élabore une dramaturgie musicale devenue traditionnelle depuis Beethoven et qui s'articule autour de la lutte du bien et du mal, de la lumière (aux cordes) et des ténèbres (cuivres, bois dans le registre grave et les percussions). Il confronte deux idées musicales contraires « et leur laisse en quelque sorte la liberté de trouver l'issue de ce conflit. »
Le premier mouvement expose les thèmes séparément puis ils entrent en conflit. Les timbres différenciés dominent puis se mêlent dans une saturation dramatique jusqu'à un point culminant. Le deuxième mouvement est écrit pour les cordes seules et contraste par son statisme et son lyrisme. Le troisième mouvement utilise essentiellement les cuivres et les percussions et il introduit un nouveau contraste; il agit comme un intermezzo et introduit le finale. Le dernier mouvement dresse une sorte de bilan entre le bien et le mal: tout se mêle et se confond jusqu'à une culmination centrale puis, après un passage long et harassant, « l'auditeur est submergé par tout l'orchestre qui attaque un accord de ré majeur, aussi inattendu que désiré. »

## Discographie
- Orchestre symphonique du ministère de la culture d'URSS, Gennadi Rozhdestvensky, concert enregistré le 6 février 1990 à Moscou (Melodya, 1990)
- Orchestre de Paris, Daniel Barenboim, concert enregistré en mars 1988 à Paris (Erato, 1991)